# Pseudhapalopus
Pseudhapalopus là một chi nhện trong họ Theraphosidae.

## Các loài
Chi này gồm các loài:
- Pseudhapalopus aculeatus Strand, 1907
- Pseudhapalopus spinulopalpus Schmidt & Weinmann, 1997